# Equipe lituana na Copa Davis
A equipe lituana na Copa Davis representa a Lituânia na Copa Davis, principal competição de tênis masculina por equipes do mundo. É administrada pela Lithuanian Tennis Association.